# Nynäshamn Nynäsgård
Nynäshamn Nynäsgård – stacja kolejowa w Nynäshamn, w regionie Sztokholm, w Szwecji. Znajduje się na Nynäsbanan i jest obsługiwana przez pociągi Pendeltåg w Sztokholmie. Na południe od stacji wzdłuż Nickstabadsvägen znajduje się muzeum kolejowe.

## Historia
Stacja została otwarta wraz z inauguracją linii w 1901 roku i została nazwana Kullsta, a obecną nazwę otrzymała w 1916 roku.  
Nazwa została zaczerpnięta od osiedla Nynäs, gdzie mieszkał profesor Hjalmar Sjögren, założyciel zarówno Nynäshamn i Nynäsbanan. Na początku przypuszczano, że stacja będzie się nazywać "Gropen", ale nie została zatwierdzona, "Nynäsgård" została uznana za dopuszczalną, ale  to "Kullsta" okazała się pierwszą nazwą. Nazwa ta obowiązywała do 1916 do .Nazwa Gropen odnosiła się prawdopodobnie do rowu wykopanego przez piaskowiec z widokiem na trakcję kolejową.  
Budynek stacji został otwarty w 1932 i rozebrano go w 1970 roku. 
Peron został odnowiony i rozbudowany w 2008 r, a 21 listopada otwarto drugi tor i peron. Dziennie obsługuje około 900 pasażerów. 

## Muzeum kolejowe
W okolicach stacji położone jest Nynäshamns järnvägsmuseum. Znajdują się tam stare parowozy, wagony i lokomotywy. 

## Galeria

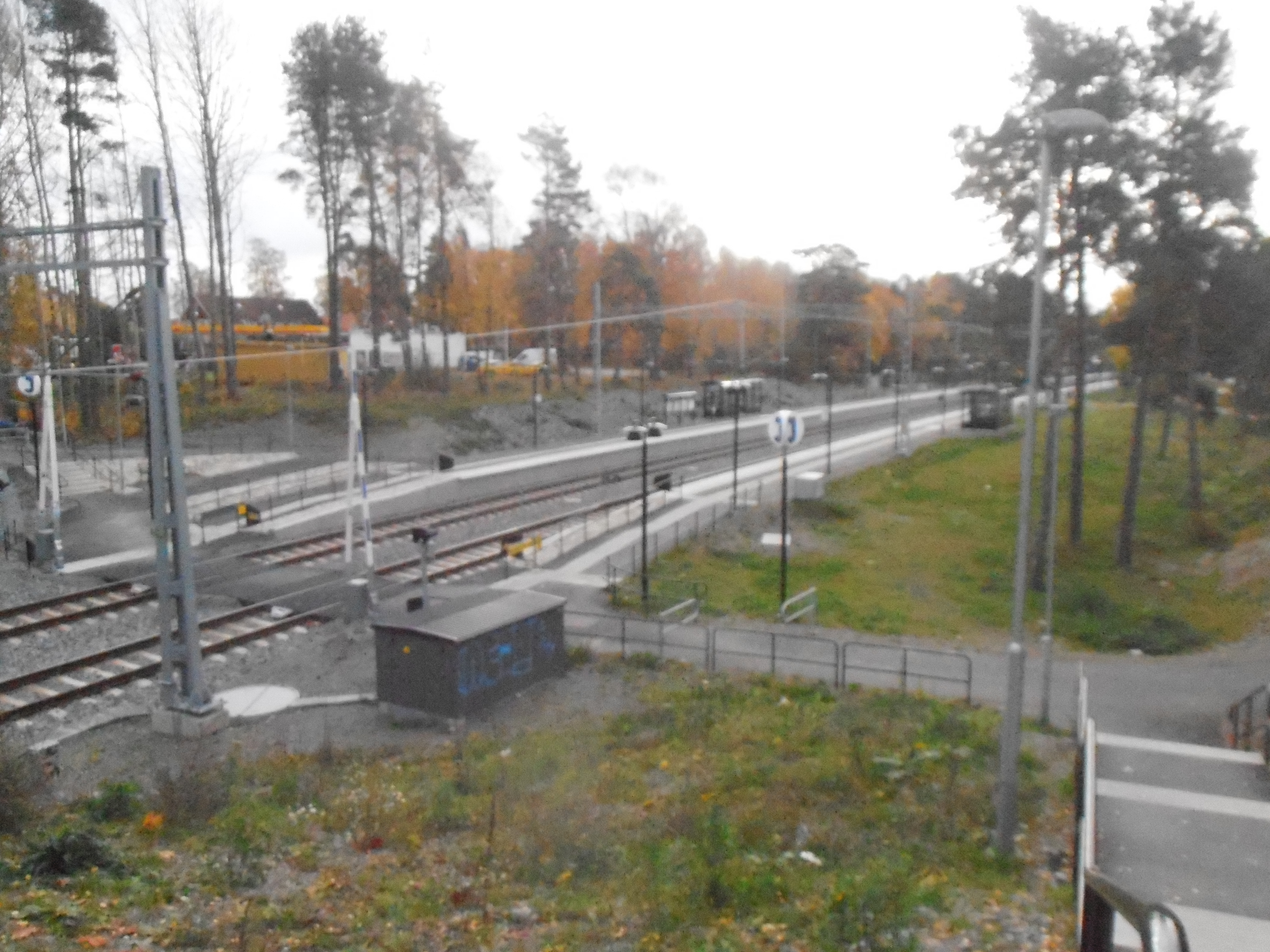
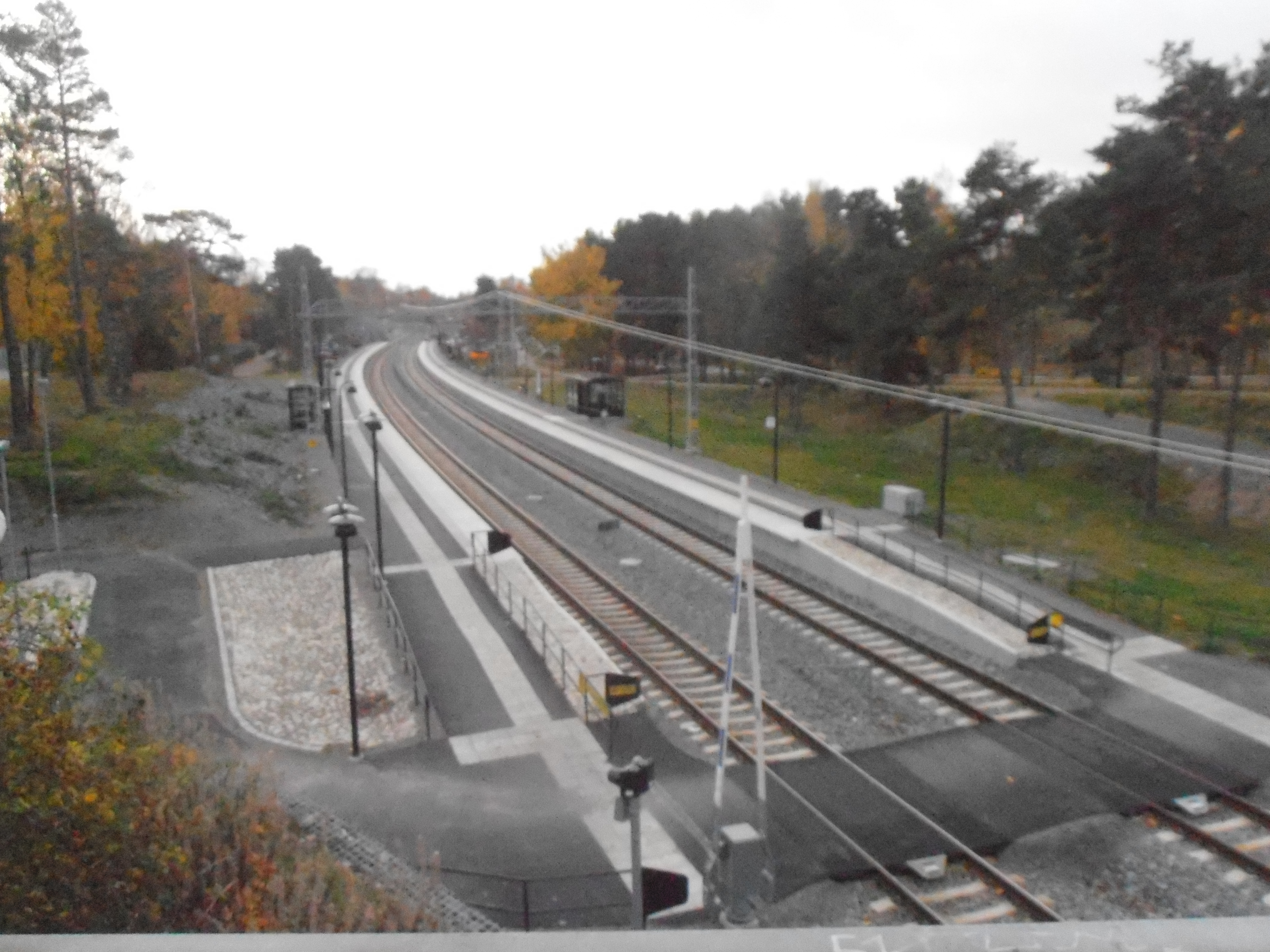
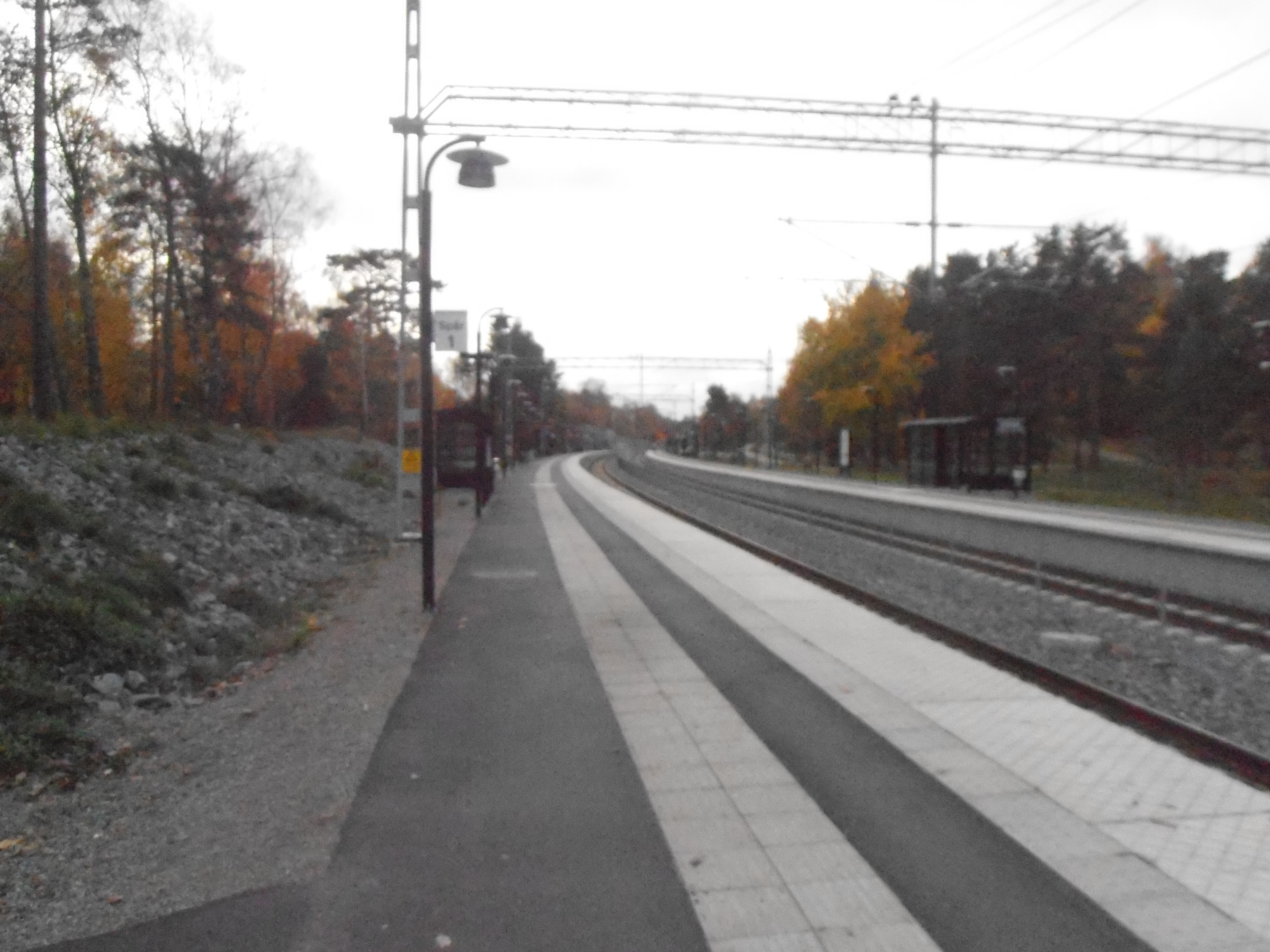
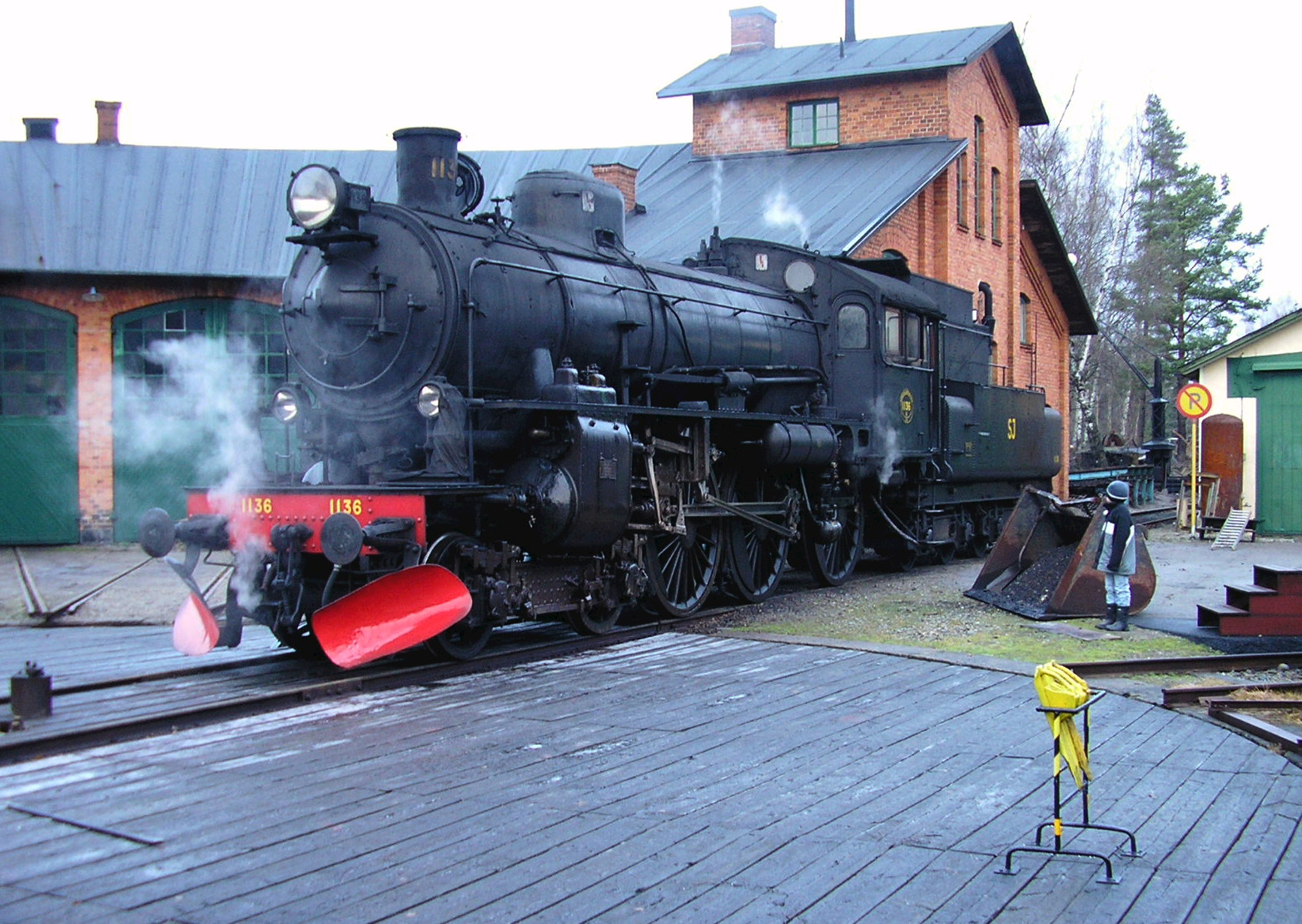
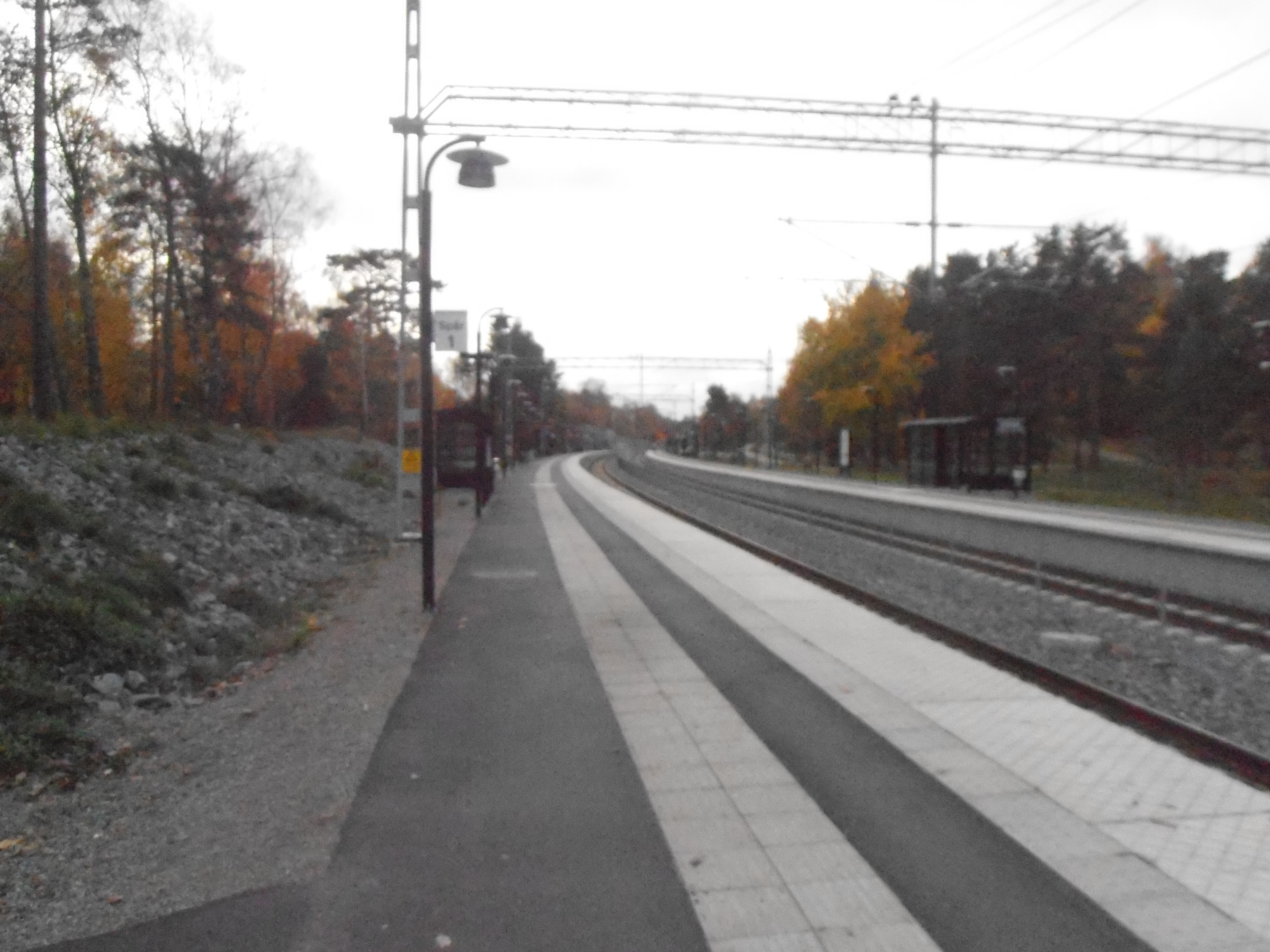